# Островищи (Владимирская область)
Островищи — деревня, сельцо в Петушинском районе Владимирской области России. Входит в Нагорное сельское поселение. Расположена рядом с одной из стариц правого берега реки Киржач.
Деревня в которой находился помещичий дом с дворней, называлось сельцом. В ревизских сказках 1—10 ревизий Островищи назывались сельцом.
Название деревни находится в явной связи с весеннем разливом реки Киржач. При том, что деревня расположена хотя и в долине реки, но несколько выше окружающей местности, тем не менее во время паводка вода даже в XX веке доходила до окон домов.

## География
Деревня Островищи расположена на Киржачской зандровой равнине (абсолютные высоты 140—150 метров над уровнем моря). Киржачская зандровая равнина отличается слабо-волнистым рельефом поверхности, значительной заболоченностью. Долины рек извилистые, склоны умеренные, местами крутые, слабо расчлененные неглубокими оврагами и долинами притоков.
Входила в Аргуновскую волость. С 1708 года деревня входила во Владимирскую провинцию в составе Московской губернии. В 1778 году создано самостоятельное Владимирское наместничество. В 1796 году наместничество преобразовано во Владимирскую губернию, разделенную на 10 уездов.
В 1881 году вместе с деревнями Килекшино и Гнездино отошла в Покров-Слободскую волость Покровского уезда (1 участок, в 1895 году земского начальника: отставного штабс-ротмистра Алексея Николаевича Кустаревского). При этом деревня осталась в приходе Никольской церкви.
С 14 августа 1944 года входит в состав Владимирской области. Покровский уезд ликвидирован по постановлению ВЦИК 5 января 1921 года. Образован Орехово-Зуевский уезд Московской губернии, куда вошли 11 волостей Покровского уезда включая Аргуновскую. Остальные 11 волостей включены в Александровский уезд. 13 июня 1921 года вновь образован Киржачский уезд куда вошли Аргуновская и Овчининская волости из Орехово-Зуевского уезда. Постановлением ВЦИК от 8 мая 1924 года ликвидирован Киржачский уезд и Кольчугинский район, а также Киржачская и Финеевская волости. Они переданы в Александровский уезд Владимирской губернии. Аргуновская волость расформирована и навсегда прекратила своё существование. Её деревни вошли в Овчининскую волость Александровского уезда Владимирской губернии
С 1939 года по ? год деревня Островищи входила в Орехово-Зуевский район.  С 14 августа 1944 года входит в состав Владимирской области. До 1959 года в административных границах Киржачского сельсовета. С 1959 года включена в административные границы Лачужского сельсовета. С 1966 года деревня относилась к Санинскому сельсовету.
Находится на границе Московской и Владимирской областей в 3 километрах от автодороги М7 «Волга». Расположена в 3 км от железнодорожной платформы 173 км на линии Киржач-Орехово-Зуево.
Рядом с деревней расположен дачный посёлок — СНТ «Сказка» (в советское время он был одним из дачных посёлков Госплана СССР). К западу от Островищ расположены дачи ТСН «СТ Былина» (в прошлом СТ «Былина» от Госплана РСФСР), ТСН «СТ Внешторгбанковец», ТСН «СТ Киржач-1», ТСН «СТ Отдых» и деревня Гнездино.

## История
В середине XII — начале XIII веков территория принадлежала Ростово-Суздальскому княжеству. Существовала ли деревня в это время, неизвестно.
В конце XIX века деревня относилась к Аргуновскому приходу.

Согласно Историко-статистическому описанию церквей и приходов Владимирской епархии, в конце XIX века в деревне имелась деревянная часовня (время построения неизвестно) с местно-чтимой Казанскою иконой Божией Матери; внутри часовни над входом надпись: 
1691 г. сентября 25 дня сей образъ Казанскія явися во снѢ крестьянину Гаврилу Якимову БѢлову деревни Островищъ

Согласно клировой ведомости за 1876 год в сельце Островищи имеется часовня. Когда и кем построена неизвестно. Эта часовня сгорела после 1876 года, так как она упоминается, как действующая. В 1893 году крестьянин этой деревни Павел Григорьевич Волков построил новую деревянную часовню вместо сгоревшей. Он был хорошим столяром и держал в Москве столярную мастерскую, работал на Сергея Ивановича Зимина (1875—1942 гг.), устроителя Оперного театра в Москве. За постройку часовни П. В. Волков в 1893 году получил благословение от Священного Синода с выдачею грамоты. В ней написано: 
Крестьянину деревни Островищи Покровского уезда Павлу Григорьевичу Волкову за пожертвование до 500 рублей на устройство в д. Островищи вместо сгоревшей новой деревянной часовни.
В советское время часовня уничтожена.

В книгах брачных обысков Никольской церкви отмечались браки прихожан, в том числе жителей деревни Островищи. В книге 1908 года запись: 
Солдат в запасе армии крестьянин д. Островищ Григорий Александров Волков, 1881 г.р. и невеста той же деревни Матрона Симеоновна Никитина, 1889 г.р.
По 6-й ревизии 1811 года деревня принадлежала семерым помещикам, по 8-й ревизии 1834 года — шестерым.
По данным на 1853 год крестьяне Островищ состояли на оброке (с 1 [Тягло|тягла] - 17 рублей серебром), занимались сельским хозяйством и плотничеством. Лошадей — 6, рогатого скота — 16.
В 1871 году в деревне Островищи Покровского уезда Владимирской губернии в крестьянской семье родился мученик Димитрий (Дмитрий Иванович Волков). Грамоте, как и христианской вере, он был научен родителями, пастырями и богослужением в храме; переехав в город Орехово-Зуево, Дмитрий работал столяром. Впоследствии церковным старостой. Был арестован. В июле 1941 года немецкие войска стали стремительно продвигаться к Москве, и город был объявлен на военном положении. Следователи, ведшие дела арестованных, отбыли в глубокий тыл, в город Омск, туда же этапом вслед за ними были отправлены и подследственные. Дмитрий Иванович был заключён в омскую тюрьму. 27 декабря 1941 года Особое Совещание при НКВД приговорило Дмитрия Ивановича Волкова к пяти годам ссылки в Омскую область. Несмотря на приговор к ссылке, он не был освобождён из тюрьмы. Церковный староста Дмитрий Иванович Волков скончался 4 марта 1942 года в омской тюрьме № 1 и был погрёбен в безвестной могиле.

## Население
| 1859 | 1905 | 1926 | 2002 | 2010 | 2021 |
| ---- | ---- | ---- | ---- | ---- | ---- |
| 180  | ↗188 | ↘164 | ↘5   | ↗6   | ↗11  |

## Владельцы деревни
- До 1646 года. Воейков Дмитрий Боимович, дворянин[2].
- 1646 год. Воейков Лука Петрович[2].
- 1677—1677. Он же.
- 1705 год. Воейков Пётр Лукич[2].
- 1719 год. Он же.
- 1747 год. Хлопова Анисья Петровна, урождённая Воейкова, жена Хлопова Сергея Семёновича поручика Невского пехотного полку[2].
- 1763 год. Хлопов Сергей Семёнович[2].
- 1763 год. Амилахоров Елисей Потапович[2] (Амилахвари (Амилахваров) Эдишер Паатович[18]), генерал-майор, князь[2].
- 1764 год. Прончищев Алексей Петрович, главной артиллерии штык-юнкер. По купчей от Амилахорова Е. П.[2]
- 1782 год. Он же.
- 1795 год. Прончищев Алексей Петрович, майор. Екатерина и Варвара, девицы, дочери Льва Прончищева. Ковалёв, Ковалёв Варлам Логинович, капитан[2].
- 1811 год. По 6-й ревизии принадлежала 7 помещикам. 
Корсаков Андрей Васильевич. 
Несвицкая Авдотья Алексеевна, артиллерии подпоручица, княгиня, урождённая Прончищева (получено в 1797 году в приданое от отца Прончищева Алексея Ионыча). 
Несвицкий Яков Николаевич, артиллерии подпоручик, князь (по купчей от Несвицкой Авдотье Алексеевны после 1797 года). 
Прончищева Варвара Львовна и Прончищева Екатерина Львовна по купчей от их родного брата Сергея Львовича Прончищева. 
Прончищев Сергей Львович по купчим от сестёр Екатерины и Варвары.
Ковалёв Варлам Логинович[2].
- 1816 год. Ковалёв Варлам Логинович.
Несвицкий Яков Николаевич.
Прончищев Сергей Львович.
Прончищевы Варвара и Екатерина Львовны.
Прончищева Анна Сергеевна, по купчей 1815 года от Варвары Львовны Прончищевой[2].
- 1834 год. По 8-й ревизии принадлежала 6 помещикам. 
Зарембо Прасковья Васильевна, артиллерии прапорщица. По купчей 1831 года от отставного обер-аудитора 6-го класса Петра Кирилловича Дудина, а ему по купчей от учителя тверской гимназии Ковалёва Андрея Андреевича, а тому по духовному завещанию от деда капитана Варлаама Логиновича Ковалёва.
Несвицкий Алексей Яковлевич, гвардии-капитан, князь.
Прончищева Варвара Львовна. Большинство крестьян досталось ей по духовному завещанию покойной сестры Екатерины Львовны Прончищевой в 1833 году.
Прончищева Анна Ивановна, статская советница и её дочери девицы Анна и Вера Сергеевны. Досталось после покойного мужа и отца статского советника Сергея Львовича Прончищева в 1829 году[2].
- 1850 год. Зарембо Прасковья Васильевна, армии капитанша.
Несвицкий Алексей Яковлевич, гвардии-капитан, князь[2].
- 1858 год. Валуев Пётр Степанович, поручик[2][19].
- 1862 год. Казаринова Аграфена Ивановна, потомственная дворянка, губернская секретарша. 
Несвицкий Алексей Яковлевич, гвардии-капитан, князь, покойный.
Муханова Елизавета Степановна (родная сестра Валуева П. С.), генерал-майорша[2].

## Помещичьи дома
- 1811 год. В деревне находился помещичий дом девицы Варвары Львовны Прончищевой. Дворовых — 2 человека мужского пола[2].
- 1816 год. Помещичий дом девицы Варвары Львовны Прончищевой. Дворовых — 2 человека мужского пола, 6 женского. И помещичий дом девицы Катерины Львовны Прончищевой. Дворовых — 1 человек мужского пола, 2 женского[2].
- 1834 год. Помещичий дом девицы Варвары Львовны Прончищевой. Дворовых — 5 изб, 10 человек мужского пола, 2 женского[2].
- 1850 год. Помещичий дом армии капитанши Прасковья Васильевны Зарембо. Дворовых мужского пола — 1 (был куплен в 1834 году и отпущен на волю в 1850 году), женского — 2[2].
- 1858 год. Поручика Петра Степановича Валуева[19]. Дворовых — 2 избы, 4 человек мужского пола (куплены у Прончищевой В. Л.), 5 женского[2].
- 1862 год. В уставной грамоте 1862 года упоминается господская усадьба Казариновой А. И. и 1 изба дворовых людей. Но при проверке грамоты, оказалось, что усадьбы не существует[2].

## Демография
Согласно писцовой книге до 1646 года деревни Островищи и Килекшино — поместье Дмитрия Воейкова. С 1646 года за Лукою Петровым сыном Воейковым. Деревня относилась к приходу Никольской церкви в селе Аргуново (в настоящее время села не существует).
По исповедальным ведомостям 1770 года в деревне было 11 дворов.
В 1830 году в деревне — 32 двора, 101 житель мужского пола, 138 женского. У Несвицкого Я. Н. 12 дворов, 38 душ мужского пола, 53 женского. У Ковалёва В. Л. — 4 двора, 14 душ мужского пола, 24 женского. Прончищевой Е. Л. 16 двора, 49 душ мужского пола, 61 женского.
В 1835 году крестьяне деревни принадлежат Несвицкому А. Я., Прончищевой В. Л., Зарембо П.В.
По данным на 1853 год все крестьяне состоят на оброке, занимаются хлебопашеством и плотничеством.
В 1854 году — 16 дворов, 71 житель мужского пола, 88 женского. У Несвицкого А. Я. — 7 дворов, душ мужского пола — 31, женского 35. У Прончищевой 6 дворов, душ мужского пола — 25, женского — 40. У Зарембо 3 двора, душ мужского пола — 15, женского — 13.
В 1857 году — 20 дворов, 83 жителей мужского пола, 84 женского
По данным 1859 года в деревне 28 дворов, 180 жителей (89 мужского пола, 91 женского).
В 1860 году крестьяне принадлежат Несвицкому А. Я., Казариновой А. И., Мухановой Е. С.
По клировым ведомостям за 1876 год в деревне мещан — 2 жителя мужского пола, 6 женского; 15 крестьянских дворов, 75 крестьян мужского пола, 91 женского. У Несвицкого 6 дворов, 26 душ мужского пола, 37 женского. У Мухановой 6 дворов, 36 душ мужского пола, 36 женского. У Казариновой 3 дворов, 13 душ мужского пола, 18 женского.
Согласно клировым ведомостям 1885 года в деревне 15 дворов, крестьян мужского пола — 68, женского — 79. Крестьяне принадлежат разным помещикам.
По данным опубликованным в 1895 году в деревне 183 жителя (89 мужского пола, 94 женского), из них отхожим промыслом заняты 37 мужчин, 2 женщин, 8 подростков (плотники и фабричные в Москве, Орехово и Зуево). Трое жителей деревни занимаются пчеловодством. М. А. Егоров — 12 ульев (около 2 пудов мёда в год), В. Егоров — 42 улья (5 пуд.), Кузнецов 23 улья (2 пуд.). Мёд производился для собственного потребления. Кустарных промыслов нет.
По данным опубликованным в 1905 году в деревне 31 двор, 188 жителя.
По данным Всероссийской переписи населения 2010 года в деревне проживает 6 человек (2 мужчин, 4 женщины).